# Biatlo nos Jogos Olímpicos de Inverno de 1992
O biatlo nos Jogos Olímpicos de Inverno de 1992 consistiu de seis eventos realizados em Les Saisies, localizado a 40 quilômetros de Albertville, na França, cidade-sede das Olimpíadas. Eventos femininos foram disputados pela primeira vez com três provas.

## Medalhistas
Masculino
| Evento                        | Ouro                                                               | Prata                                                                                   | Bronze                                                              |
| ----------------------------- | ------------------------------------------------------------------ | --------------------------------------------------------------------------------------- | ------------------------------------------------------------------- |
| Velocidade 10 km detalhes     | Mark Kirchner GER Alemanha                                         | Ricco Groß GER Alemanha                                                                 | Harri Eloranta FIN Finlândia                                        |
| Individual 20 km detalhes     | Eugeni Redkine EUN Equipa Unificada                                | Mark Kirchner GER Alemanha                                                              | Mikael Löfgren SWE Suécia                                           |
| Revezamento 4x7,5 km detalhes | Ricco Groß Jens Steinigen Mark Kirchner Fritz Fischer GER Alemanha | Valeri Medvedtsev Alexander Popov Valeri Kirienko Sergei Tchepikov EUN Equipa Unificada | Ulf Johansson Leif Andersson Tord Wiksten Mikael Löfgren SWE Suécia |

Feminino
| Evento                        | Ouro                                                     | Prata                                               | Bronze                                                              |
| ----------------------------- | -------------------------------------------------------- | --------------------------------------------------- | ------------------------------------------------------------------- |
| Velocidade 7,5 km detalhes    | Anfisa Reztsova EUN Equipa Unificada                     | Antje Misersky GER Alemanha                         | Yelena Belova EUN Equipa Unificada                                  |
| Individual 15 km detalhes     | Antje Misersky GER Alemanha                              | Svetlana Petcherskaia EUN Equipa Unificada          | Myriam Bédard CAN Canadá                                            |
| Revezamento 3x7,5 km detalhes | Corinne Niogret Véronique Claudel Anne Briand FRA França | Uschi Disl Antje Misersky Petra Schaaf GER Alemanha | Yelena Belova Anfisa Reztsova Yelena Melnikova EUN Equipa Unificada |

## Quadro de medalhas
| Ordem | País                 | Medalha de ouro | Medalha de prata | Medalha de bronze |    |
| ----- | -------------------- | --------------- | ---------------- | ----------------- | -- |
| 1     | GER Alemanha         | 3               | 4                |                   | 7  |
| 2     | EUN Equipa Unificada | 2               | 2                | 2                 | 6  |
| 3     | FRA França           | 1               |                  |                   | 1  |
| 4     | SWE Suécia           |                 |                  | 2                 | 2  |
| 5     | CAN Canadá           |                 |                  | 1                 | 1  |
| 5     | FIN Finlândia        |                 |                  | 1                 | 1  |
| TOTAL | TOTAL                | 6               | 6                | 6                 | 18 |